# Ilê Omiojuarô
Ilê Omiojuarô é um terreiro de Candomblé sediado em Miguel Couto, Nova Iguaçu - RJ. Comandado desde a sua criação por Mãe Beata de Iemanjá, foi tombado em 2015 como Patrimônio do Estado do Rio de Janeiro pelo IPHAN.

## História
Em 20 de abril de 1985, a casa foi criada, quando Mãe Olga do Alaqueto foi da Bahia a Nova Iguaçu outorgar a sua filha-de-santo o direito de ser chamada de mãe. Daí, então, ocorre a fundação do terreiro Ilê Omiojuarô - Casa das Águas dos Olhos de Oxóssi - onde Mãe Beata de Iemanjá ocupa o cargo de ialorixá.
Em 1987, o Ilê Omiojuarô sedia o terceiro encontro regional da tradição dos Orixás, em 15 de novembro; já em 1989, sediou o décimo encontro regional das religiões afro-brasileiras, em 28 de novembro.[carece de fontes?]